# Aenictus silvestrii
Aenictus silvestrii é uma espécie de formiga do gênero Aenictus.